# Piotr Juda
Piotr Stefan Juda (ur. 2 września 1957 w Mysłowicach) – polski ekonomista, bankowiec i samorządowiec, doktor nauk ekonomicznych, w latach 1990–1991 prezydent Sosnowca.

## Życiorys
Syn Donata, pracownika kolei, i Józefy, księgowej. Absolwent IV Liceum Ogólnokształcącego im. Stanisława Staszica w Sosnowcu oraz Akademii Ekonomicznej w Katowicach (1980). Od 1980 do 1991 był nauczycielem akademickim na tej uczelni, w 1989 obronił tam doktorat. W latach 1980–1981 i od 1988 członek komisji zakładowej NSZZ „Solidarność” na AE w Katowicach. Działał także w Klubie Inteligencji Katolickiej, będąc jej wiceprezesem w Sosnowcu i sekretarzem zarządu w diecezji częstochowskiej. W związku z tą działalnością był rozpracowywany przez Służbę Bezpieczeństwa.
W latach 1989–1993 przewodniczył Komitetowi Obywatelskiemu „Solidarność” w Sosnowcu. Od 7 czerwca 1990 do 7 listopada 1991 pełnił funkcję prezydenta miasta. Należał do założycieli Komunikacyjnego Związku Komunalnego GOP, od 1991 do 1994 zasiadał w jego pierwszym zarządzie.
W późniejszych latach (od 1991) związany z sektorem bankowym. Związał się z Bankiem Przemysłowo-Handlowym, od 1993 do 1995 zasiadał w jego zarządzie, później zasiadał we władzach ABN Amro Banku Polska. Od 2002 do 2005 kierował AIG Bankiem Polska, w 2005 został prezesem zarządu Toyota Banku Polska. Zasiadał w zarządzie Związku Banków Polskich jako wiceprezes, później także w radzie tej organizacji.
Odznaczony Srebrnym (2005) i Złotym (2011) Krzyżem Zasługi oraz odznaką honorową „Za zasługi dla bankowości Rzeczypospolitej Polskiej” (2016).

## Życie prywatne
Żonaty, ma dwie córki.